# Tribunal secreto de 1920
El tribunal secreto de 1920 fue una institución constituida en 1920 en la Universidad Harvard para deshacerse de los homosexuales.
Encabezado por el entonces presidente Abbott Lawrence Lowell, el tribunal incluía al decano en funciones Chester N. Greenough, al ayudante del decano Edward R. Gay, al profesor de higiene y al rector Regent Matthew Luce. El «tribunal» se reunía en secreto y realizó interrogatorios secretos a estudiantes y trabajadores de la universidad sospechosos de ser homosexuales. Catorce hombres fueron encontrados «culpables»: ocho estudiantes, un ayudante de profesor y candidato a doctorado, un graduado reciente y cuatro hombres no relacionados con la universidad. Todos los alumnos que fueron considerados culpables fueron expulsados de la universidad, en la mayoría de los casos permanentemente.

## Contexto
El 13 de mayo de 1920 el alumno Cyril Wilcox fue encontrado muerto, aparentemente por un suicidio usando gas, aunque la prensa lo describió como muerte accidental. Al estudiante Wilcox se le había requerido que dejara la universidad por su bajo rendimiento académico.

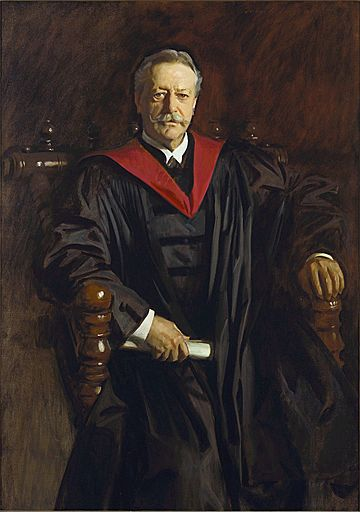
Retrato oficial de Formal Abbott Lawrence Lowell de John Singer Sargent.

La noche anterior a su muerte, Wilcox había confesado a su hermano mayor, George Wilcox, que había mantenido una relación con un hombre mayor, Harry Dreyfus, que vivía en Boston. Poco antes de esto George Wilcox había interceptado dos cartas dirigidas a Cyril, ambas de amigos homosexuales, por lo que dedujo que Cyril se relacionaba con estudiantes de Harvard que practicaban la homosexualidad.
Furioso George Wilcox localizó a Dreyfus y le dio una paliza, para sacarle varios nombres de estudiantes homosexuales y se los dio al decano Greenough, exigiendo que hiciera algo al respecto. Un día después, el 23 de mayo de 1920, se creó el tribunal secreto.

## Actividades del tribunal
El tribunal, que inicialmente permaneció en secreto incluso para el cuadro administrativo de la universidad, rápidamente llamó a uno de los estudiantes que consideraron cabecillas, hijo de Ernest Weeks Roberts, hijo del congresista Ernest William Roberts representante de Massachusetts durante ocho años y todavía una importante figura política en Washington D. C. y Boston. El joven Roberts, que esperaba entrar en la facultad de medicina de Harvard, había servido durante la Primera Guerra Mundial en la unidad de estudiantes de Harvard en el cuerpo de entrenamiento del ejército (SATC).
Se realizó una lista de los estudiantes que se conocía que eran amigos de Roberts, y el tribunal procedió a llamar a los acusados para interrogarlos. Curt registra la nota que se mandó a los implicados, la e Roberts decía:

"Espero de usted, como debe ser por su compromiso, que comparezca en mi oficina mañana, viernes, 28 de mayo a las 2:45 P.M."

Se ordenó a los estudiantes comparecer incluso si eso significaba perderse un examen final. El jueves 27 de mayo de 1920, Kenneth Day se convirtió en el primer acusado que compareció ante el tribunal. Al acusado se le preguntó por detalles de su vida sexual, incluso con que frecuencia se masturbaban. Algunos fueron convocados porque se les había visto en fiestas en las habitaciones de Roberts, otros fueron acusados por otros.

## Los acusados
Junto a los ocho alumnos y el ayudante de profesor expulsados, fueron considerados «culpables» por el tribunal al menos otros cuatro hombres que no estaban inscritos en Harvard. En al menos dos casos se escribió una carta detallando sus «delitos» al jefe del trabajo de estos hombres. La lista acusados encontrados culpables fue:
- Donald Clark, ayudante del profesor de filosofía de 24 años, expulsado de Harvard.[1]
- Eugene Cummings, estudiante de odontología de 23 años, se suicidó en la enfermería el día que supo que iba a ser expulsado a tres semanas de graduarse.[3]
- Kenneth Day, estudiante, expulsado. A pesar de que se le dijo que se consideraría su readmisión fue repetidas instancias fueron rechazadas.[3]
- Stanley Gilkey, estudiante, expulsado. Fue readmitido en 1921 y se graduó en 1923.[3]
- Joseph Edward Lumbard, estudiante de 19 años. Aunque no se probó su participación se le condenó por su estrecha relación con su compañero de habitación Edward Say.[3] Se le readmitió en 1921 y se graduó en derecho, llegando a convertirse en juez de la corte de apelación de EE. UU..
- Harold Winfield Saxton, se había ya graduado cuando se constituyó el tribunal, pero se mandaron cartas acusatorias cuando posibles empleadores pidieron referencias de él.
- Edward Say, estudiante de 20 años, expulsado.
- Keith Smerage, estudiante expulsado, tras sus apelaciones se le informó que se harían públicas las circunstancias de su expulsión si se ponía en contacto con otras universidades. Se suicidó en 1930 de la misma forma que Cyril Wilcox había hecho diez años antes.

Nathaniel Wollf, estudiante de 25 años, días antes de que obtuviera su título de grado, debido a los informes desfavorables de Harvard le fue denegada su admisión en la universidad McGill. Finalmente se graduó como psiquiatra en la escuela universitaria de Nueva York.

## Descubrimiento
En 2002 una investigación del periódico universitario The Crimson dio con la caja de los archivos que estaban etiquetados como «tribunal secreto». Quinientos documentos relacionados con el tribunal salieron a la luz y la historia se contó en la revista semanal del Crimson Fifteen Minutes (Quince minutos).
El entonces presidente de la corporación de la Universidad Harvard dijo sobre el incidente:

Estos informes sobre los acontecimientos de hace tanto tiempo son extremadamente perturbadores. Son parte del pasado que justamente han quedado atrás. Quiero expresar que lamentamos profundamente como fue manejada la situación, y la angustia que los estudiantes y sus familias deben haber experimentado ocho décadas más tarde. Las actitudes que prevalecieron entonces, de perseguir a los individuos basándose en su orientación sexual son aborrecibles y una afrenta para los valores de nuestra universidad. Hoy somos una comunidad mejor y más justa porque esas actitudes han cambiado tanto como lo han hecho.